# Holy Mother
Holy Mother ist ein Pop-Rock-Song, der von Eric Clapton und Stephen Bishop geschrieben und am 24. November 1986 sowohl als Single als auch auf Claptons Studioalbum August veröffentlicht wurde.
Live-Interpretationen des Titels erschienen 1987 auf dem Konzertfilm und der CD Live 1986, 1996 zusammen mit Luciano Pavarotti auf Pavarotti & Friends - For War Child, im Jahr 1997 auf der VHS und DVD Live in Hyde Park und 2006 auf der Videoaufnahme Live at Montreux 1986. 2003 trug Clapton den Song erneut mit Pavarotti vor.

## Entstehungsgeschichte und Besetzung
In seiner Autobiografie erklärt Clapton, wie der Song zustande kam: „In Kanada, als wir in den Maple Leaf Gardens in Toronto spielten, hatte ich einen totalen Absturz, den ersten einer ganzen Reihe, die mich schließlich wieder nach Hazelden führen sollte. Ich hatte während der ganzen Tour sehr viel getrunken und schon einen oder zwei alkoholbedingte Zusammenbrüche hinter mir. In Toronto nun hatte ich mir zwei Sixpacks Bier gekauft, und kaum hatte ich sie weggetrunken, geriet ich einen Zustand völliger Verzweiflung. Es war wie ein Moment vollkommener Klarheit, als ich plötzlich erkannte, wie tief ich wieder einmal gesunken war. In dieser Stimmung schrieb ich einen Song, Holy Mother, in dem ich eine himmlische Instanz um Hilfe anflehte, eine Frau, die ich mir aber nicht mal ansatzweise vorstellen konnte. Ich liebe diesen Song heute noch, weil ich weiß, dass er als aufrichtiger Hilferuf aus der Tiefe meines Herzens kam.“ Als August veröffentlicht wurde, widmete Clapton den Song Richard Manuel, den er als „großartigen Keyboarder“ bezeichnete. Bishop erklärte, dass der Song anders entstand. Clapton fragte ihn, ob er Holy Mother mitarbeiten wolle. Er arbeitete an der Idee – spielte, was er für Clapton hatte.
Auf der Aufnahme wirkten neben Clapton auch Phil Collins am Schlagzeug, Nathan East als Bassist, Greg Phillinganes am Keyboard und Katie Kissoon mit.

## Rezeption und Kritikerstimmen
Kritiker Richard Gilliam der Musikwebsite Allmusic bezeichnete das Lied als eines der „melodisch schönsten“ Clapton-Stücke und vermerkt, dass es spirituelle Neigungen aufweist.